# 큰털벌레목
큰털벌레목은 복모동물문의 목이다. 형태는 대체로 벌레 모양이고 크기는 1-1.5 mm 이내이다. 큰털벌레류는 거의 전적으로 해양 생물이고 바다 또는 기수의 퇴적물에서 살지만 2종은 민물에서 발견된다.

## 하위 과
| - Cephalodasyidae - Dactylopodolidae - Lepidodasyidae - Macrodasyidae | - Planodasyidae - Thaumastodermatidae - Turbanellidae - Xenodasyidae |